# Faustinopolis
Faustinopolis (łac. Dioecesis Faustinopolitanus) – stolica historycznej diecezji w Cesarstwie Rzymskim w prowincji Kapadocja, sufragania metropolii Tyana.  Obecnie katolickie biskupstwo tytularne w Turcji. 

## Biskupi tytularni
| L.p. | Biskup              | Funkcja                    | Od               | Do               |
| ---- | ------------------- | -------------------------- | ---------------- | ---------------- |
| 1.   | Louis Janssens CICM | Biskup diecezjalny Jehol   | 7 lutego 1922    | 11 kwietnia 1946 |
| 2.   | Bernard Czapliński  | Biskup diecezjalny Chełmna | 20 stycznia 1948 | 16 marca 1973    |